# 本田博俊
本田 博俊（ほんだ ひろとし、1942年〈昭和17年〉4月11日 - ）は、日本の自動車技術者、実業家。株式会社「無限」（現：M-TEC）の創業者。本田技研工業創業者・本田宗一郎の長男。

## 経歴

### 学生時代
本田技研工業の創業者である本田宗一郎の長男として生まれる。
中学から高校時代に、父を介して浮谷東次郎に出会う。浮谷は、博俊が宗一郎から与えられた発売されたばかりのスーパーカブを乗り回しているのを記事で目にして興味を持ち、宗一郎に「あなたの息子の本田博俊さんと友人になりたい」との手紙を、私家版『がむしゃら1500キロ』に添えて送ったという。
日大豊山高校から日本大学理工学部へ入学後、芸術学部に転部し、工業デザイナーを志望する。大学時代の恩師、由良玲吉は、由良拓也（ムーンクラフト社長）の父親だった。浮谷や生沢徹といった戦後のレース界のスターとは同級生だった。妻と出会ったのも浮谷の紹介で、本田の結婚式の仲人は、浮谷の両親だった。浮谷が林みのる（童夢創業者）らとホンダ・S600のカスタムカーを製作した際には、「つや消しの黒色に塗ったほうが格好いい」と提案し、このマシンは通称「カラス」と呼ばれた。また、鈴木亜久里の父親である鈴木正士とも友人だった。

### コンストラクター「無限」を設立
経営者を世襲制にしないという宗一郎の方針により、大学卒業後は本田技研工業に入社せず、1970年にはホンダ・S800のエンジンをベースにしたスポーツカー「神威（カムイ）」を製作した。しばらくヨーロッパを放浪して帰国の後、1973年に川本信彦らと株式会社『無限』を創設し、二輪モトクロス用マシンの開発や、4輪ホンダ系チームへのレーシングエンジン供給、ホンダ車用アフターパーツの開発販売などを行う。
1992年からはホンダF1撤退の後をついでF1に参戦し、フットワーク、ロータス、リジェ、ジョーダンへエンジン供給を行う。2000年までに通算4勝を記録したが、経営が悪化したことやホンダとの関係が冷却化したことなどを理由に撤退した。また、童夢と組んでF1参戦を計画し、テストカー童夢・F105を開発、カート時代より支援してきた中野信治のF1デビューをバックアップした。
2002年12月、無限の元監査役広川則男が横領の疑いで東京地検に告発され、広川は本田の指示に基づいたものと主張した。2000年10月期までの3年間に約28億円の所得を隠し、約10億円を脱税したという法人税法違反により、2003年7月、本田は広川と法人としての無限と共に逮捕・起訴された。本田は「脱税の意図はなく広川被告に資産を横領された」と無罪を主張した。
2006年5月、一審さいたま地裁は本田と広川の共謀を認めず、広川に懲役3年、本田に無罪判決を下した。これを不服として検察は控訴した。
2007年9月、二審東京高裁は「（本田の財務知識からして、）不正な会計処理の詳細まで認識していたとは認められないが、広川による脱税計画の概要は理解し了承していた」として逆転有罪判決を下した。これを不服として本田は上告した。
2010年1月、最高裁第一小法廷（裁判長・横田尤孝）は、本田と法人としての無限、広川の上告をいずれも同月27日までに棄却、本田を懲役2年、無限を罰金2億4000万円、広川を懲役3年とした二審判決が確定した。2011年6月に収監された（詳細はM-TECを参照）。

### 近年
2016年5月、モナコ公国で催されたリジェ・無限ホンダのモナコGP優勝20周年記念パーティーに出席し、久しぶりに公の場に姿を見せた。以降、モータースポーツの現場を再び訪れるようになり、メディアの取材も受けている。
2018年現在も「無限モータースポーツ」（MUGEN EUROなど）に関わりを持ち、今後はエンジンの電動化に意欲を示した。また、ホンダのF1撤退を受け（2020年時点）『無限』が再参入する可能性については「F1の動力がパワーユニット（PU）システムになり、純粋にエンジンだけをやる時代ではなくなった」と否定している。